# Teillet-Argenty

Teillet-Argenty este o comună în departamentul Allier din centrul Franței. În 1 ianuarie 2022 avea o populație de 553 de locuitori.